# 系统架构师
系统架构师（System Architect，簡稱SA或SAr），是在信息系统研发中，负责依据需求来确定主要的技术选择、设计系统的主体框架结构，并负责搭建实施的人。 他们（与系统分析师共同）确立系统的主体架构和实现方向，并负责指导软件工程师等开发人员的编码开发工作。
由于硬件通用化，系统架构师多指软件和通信网络系统的架构师，但在IC芯片设计等硬件研发领域仍是不可或缺的角色。
系统架构师，也是中国工业和信息化部“计算机技术与软件专业资格水平”认证中，对开发实施技术人员的最高一级认证（2003年从原系统分析员中分设出来），是一种高级职称，由初级程序员、程序员、软件设计师逐次上升而来。

## 概念
系统架构师，是技术的长期演进的远见，和主持系统各个部分的集成整合。

## 工作职责
职责是架构可否顺利实施、对核心部分质量的承担和框架搭建。

## 任职要求
- 在领域内精湛的技术造诣，和丰富的经验
- 技术上的远见和整合能力
- 广泛的技术知识
- 熟练的编码技巧和细节把控
- 对系统实现性能的掌控
- 信息的表示方法、主要应用和常见国际标准

## 首席架构师
首席架构师（The Chief Software Architect）并非系统架构师（System Architect）的职业发展方向，反而更多的是一个荣誉称号，是职位（而非职业）。
首席架构师的职责倾向于分析市场需求和确定整体应用设计和方向，是系统分析的自然延伸。

## 延伸阅读
- Donald Firesmith et al.: The Method Framework for Engineering System Architectures, (2008)
- Mark W. Maier and Rechtin, Eberhardt, The Art of Systems Architecting, Third Edition (2009)
- Gerrit Muller, "Systems architecting: A business perspective," CRC Press, (2012).
- Eberhardt Rechtin, Systems Architecting: Creating & Building Complex Systems, 1991.
- J. H. Saltzer, M. F. Kaashoek, Principles of Computer System Design: An Introduction, Morgan Kaufmann, 2009.
- Rob Williams, Computer Systems Architecture: a Networking Approach, Second Edition (December 2006).